# Ponte di Solimano il Legislatore
Il ponte di Solimano il Conquistatore (in turco Kanuni Sultan Süleyman Köprüsü) è un ponte ad arco di Büyükçekmece, nella parte europea della Turchia.

## Storia e descrizione
Il ponte fu costruito dal grande architetto ottomano Sinān, su commissione del sultano Solimano il Magnifico, nel 1566. La struttura precedente, posta più a monte e realizzata con fondi inadeguati, era collassata a causa del fondo paludoso. Sinan perciò decise di realizzare il nuovo ponte in una posizione diversa, in prossimità della foce del lago di Büyükçekmece nel mar di Marmara. I lavori di costruzione terminarono dopo un anno, quando ormai Solimano era morto e gli era succeduto sul trono Selim II. Tra il 1986 ed il 1988, anno in cui fu definitivamente chiuso al traffico, il ponte fu oggetto di importanti restauri conservativi.
Il ponte è lungo 635,57 m ed è largo 7,17 m. È suddiviso in quattro sezioni di differente lunghezza intervallate da tre isolotti posti sulla foce del liman. Il materiale impiegato per la realizzazione della struttura è il calcare.